# Пак (рестлер)
Бенджамин Саттерли (англ. Benjamin Satterley; род. 22 августа 1986, Ньюкасл-апон-Тайн, Тайн-энд-Уир) — английский рестлер. В настоящее время выступает в All Elite Wrestling (AEW) под именем Пак (англ. Pac), где является первым в истории Всеатлантическим чемпионом AEW. Он также известен своим шестилетним пребыванием в WWE с 2012 по 2018 год, где он выступал под именем Невилл (англ. Neville) (сокращенное от его оригинального имени Эдриан Невилл (англ. Adrian Neville)).
Саттерли известен своим воздушным стилем рестлинга, благодаря чему получил прозвище «Человек, которого забыла гравитация». Он начал свою карьеру рестлера под именем Пак в Северо-Восточной Англии в небольшом промоушене Independent Wrestling Federation (IWF), а после того, как он закрепился в Великобритании в таких промоушенах, как Real Quality Wrestling и One Pro Wrestling, он начал выступать за границей, в частности, в американских Pro Wrestling Guerrilla (PWG), Ring of Honor (ROH) и Chikara, а также в японском Dragon Gate. Он является бывшим командным чемпионом мира PWG.
С 2012 по 2015 год Невилл выступал в NXT, территории развития WWE. Он дважды выигрывал командное чемпионство NXT. Он также является однократным чемпионом NXT. Невилл был переведен в основной ростер в начале 2015 года. В декабре 2016 года он начал выступать в дивизионе полутяжеловесов и стал рекордным двукратным и самым долгим чемпионом WWE в полутяжёлом весе.
После ухода из WWE в 2018 году Сэттерли вернулся к своему прежнему имени Пак и вернулся в Dragon Gate. В 2019 году он покинул Dragon Gate и подписал контракт с AEW, где стал одной третьим участником группировки «Треугольник смерти» вместе с «Луча-братьями» (Пента Эль Зеро Миедо и Рей Феникс).

## Ранняя жизнь
Бенджамин Саттерли родился в Ньюкасле-апон-Тайне, он сын Стивена и Джилл Сэттерли. В детстве он был очень активным и занимался такими видами спорта, как футбол, хоккей, хоккей на роликах, баскетбол и плавание. Его интерес к рестлингу возник благодаря одной из его тёть, которая была поклонницей World Wrestling Federation. Родители запретили ему смотреть рестлинг у себя дома, поэтому он ходил смотреть его к тёте. Его любимыми рестлерами в детстве были Гробовщик и «Ножовка» Джим Дагган. К 16 годам Саттерли выступал в дворовых рестлерских организациях TWXW в Гейтсхеде и FXW в соседнем Мидлсбро. Саттерли также посещал Scarborough Wrestling Alliance в Скарборо и Essex Championship Wrestling в Эссексе. Даже будучи одним из самых молодых рестлеров в группе, технические способности и атлетизм Саттерли обеспечивали ему участие в самых зрелищных матчах. Многие из состава FXW перешли в 3Count Wrestling (3CW) — организацию, в которую позже вернулся Саттерли. Он начал тренироваться как рестлер на более постоянной основе в возрасте 18 лет в зале Святого Иосифа в Гейтсхеде, который Саттерли назвал «практически единственной школой рестлинга в этом районе».

## Личная жизнь
Саттерли болеет за свой родной футбольный клуб «Ньюкасл Юнайтед». Его любимая группа — The Specials, а его имя в WWE — отсылка к одному из бывших участников группы, Невиллу Стейплу. Он близко дружит с коллегами- рестлерами Сами Зейном, Кевином Оуэнсом, Брайаном Дэниелсоном, Заком Сейбром-младшим, Кентой и Синго Такаги. Он женат и ведет уединенный образ жизни.

## Титулы и достижения
- All Elite Wrestling

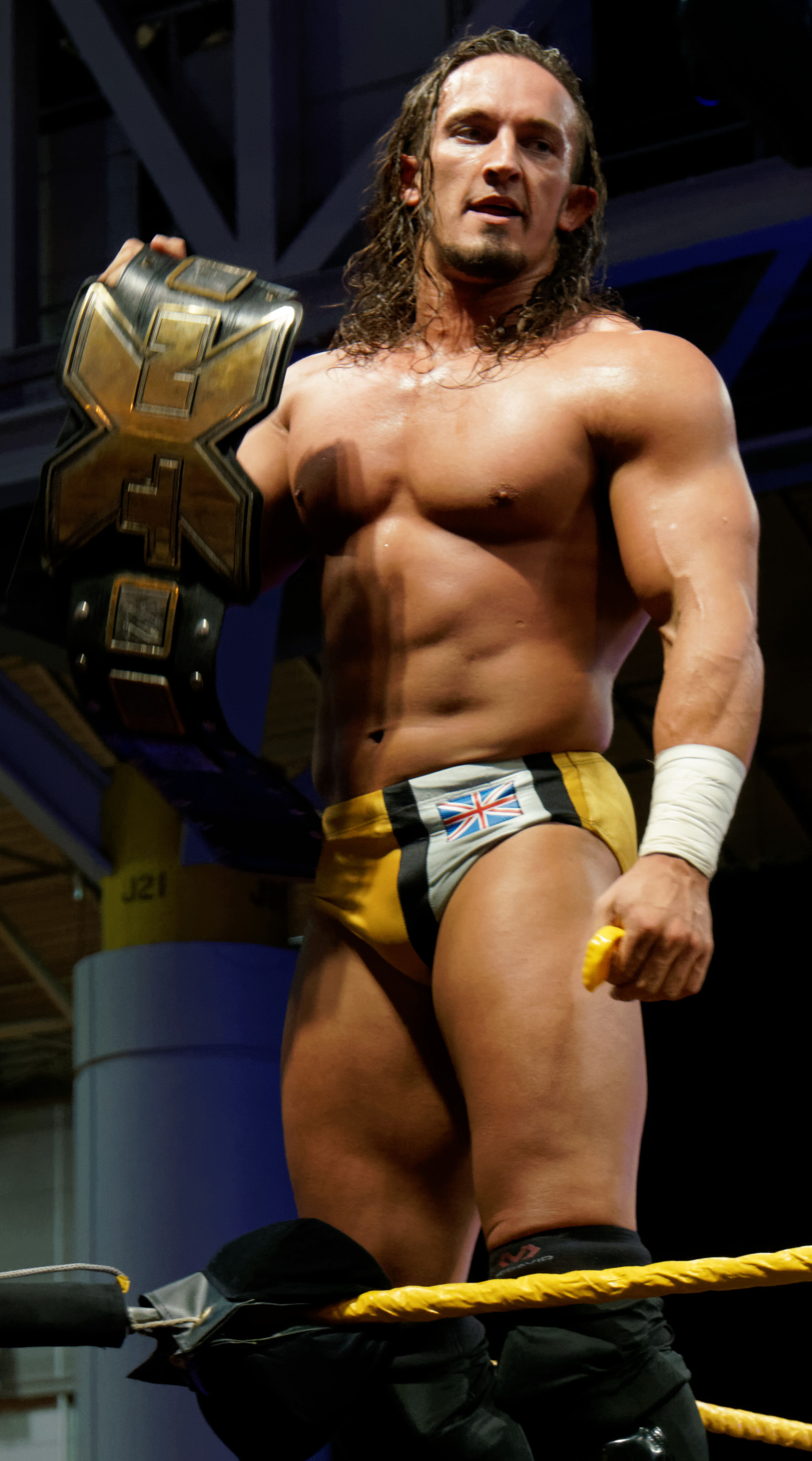
Невилл пробыл чемпионом NXT 287 дней

  - Всеатлантический чемпион AEW (1 раз)
  - Чемпион мира AEW среди трио (1 раз) — с «Луча братьями»
  - Мужской командный Casino Batlle Royale (2021) — с Реем Фениксом[6]
- 3 Count Wrestling
  - Чемпион 3CW в тяжёлом весе (1 раз)[7]
  - Чемпион молодых львов 3CW (1 раз)[8]
- American Wrestling Rampage
  - Чемпион без лимитов AWR (1 раз)[9][10]
- Dragon Gate
  - Чемпион Open the Dream Gate (1 раз)[11]
  - Чемпион Open the Brave Gate (1 раз)[12][13]
  - Чемпион Open the Twin Gate (1 раз) — с Дракон Кидом[14]
  - Чемпион Open the Triangle Gate (3 раза) — с Масато Йосино и BxB Халком (1), Наоки Танизаки и Наруки Дои (1), и Масато Йошино и Наруки Дои (1)[15][16]
- Dragon Gate USA
  - Чемпион Open the United Gate (1 раз) — с Масато Йосино[17][18]
- Frontier Wrestling Alliance
  - Чемпион FWA в полулёгком весе (1 раз)[19][20]
- Independent Wrestling Federation
  - Командный чемпион IWF (1 раз) — с Гарри Пейном[9][21]
- One Pro Wrestling
  - Чемпион 1PW в открытом весе (1 раз)[22][23][24]
- Pro Wrestling Guerrilla
  - Командный чемпион мира PWG (1 раз) — с Родериком Стронгом[25][26]
- Pro Wrestling Illustrated
  - № 11 в топ 500 рестлеров в рейтинге PWI 500 в 2017[27]
- Rolling Stone
  - Самая интересная новинка NXT (2014)[28]
  - Самый впечатляющий финишер (2015) Red Arrow[29]
  - Фейс-тёрн года (2017)[30]
  - Худший образ нового большого рестлера в основном ростере (2015)[29]
- SoCal Uncensored
  - Матч года (2006) пр. Эль Дженерико на All Star Weekend IV[31]
- Westside Xtreme Wrestling
  - Чемпион мира wXw в лёгком весе (2 раза)[32][33][34]
- WWE
  - Чемпион WWE в полутяжёлом весе (2 раза)[35][36]
  - Чемпион NXT (1 раз)[37][38]
  - Командный чемпион NXT (2 раза) — с Оливером Греем (1) и Кори Грейвсом (1)[39][40][41][42]
  - Slammy Award в номинации «Прорывная звезда года» (2015)[43]
- Wrestle Zone Wrestling
  - Чемпион wZw в полутяжёлом весе (1 раз)[44]